# Université de Burdwan
L'université de Burdwan (ou BU) est une université publique située à Purba Bardhaman, dans le Bengale occidental, en Inde. Elle a été créée par le gouvernement du Bengale occidental le 15 juin 1960 et comprend six départements d'études supérieures et 30 collèges de premier cycle répartis sur trois districts relevant de la juridiction de l'université. L'université propose actuellement plus de 30 cours de premier cycle et 66 cours de troisième cycle.

## Histoire
Le dernier maharaja de Burdwan, Udaychand Mahtab, a laissé l'intégralité de la propriété de Burdwan au gouvernement du Bengale occidental après la fin du système des zamindar dans les années 1950. Alors ministre en chef du Bengale occidental, Bidhan Chandra Roy a pris l'initiative d'établir une université dans les locaux du palais du maharaja en 1960. L'université a commencé avec la division des sciences humaines, puis par les cours de sciences et d'ingénierie.

## Campus et emplacement
Le campus principal est de 398 hectares (environ). L'université dispose de quatre campus universitaires - Golapbag Campus, Technology Campus (University Institute of Technology), Rajbati Campus et Tara bag Campus for Medical Education.

## Organisation et administration

### Gouvernance
L'Université Burdwan est une université d'État autonome. Le gouverneur de l'État du Bengale occidental est son chancelier. L'administration quotidienne est gérée par le vice-chancelier, qui est nommé par le gouverneur sur les recommandations du gouvernement du Bengale occidental.

### Facultés et départements
L'université de Burdwan compte 30 départements organisés en deux conseils de faculté.
- Faculté des sciences

Cette faculté comprend les départements de mathématiques, physique, chimie, informatique, biotechnologie, statistiques, géographie, microbiologie, sciences de l'environnement, botanique et zoologie.
- Faculté des arts et du commerce

Ce conseil de faculté se compose des départements de bengali, anglais, hindi, sanskrit, arabe, langue étrangère, santali, histoire, sciences politiques, économie, philosophie, éducation, sociologie, bibliothéconomie et sciences de l'information, communication de masse, éducation physique, études des femmes, gestion du tourisme, droit, commerce et administration des affaires.

### Institut universitaire de technologie (UIT)
L'Institut universitaire de technologie (UIT) est une ancienne école d'ingénieurs professionnelle autonome du gouvernement relevant de l'université de Burdwan. Ce collège a été inauguré en 2001 par le ministre en chef du Bengale occidental de l'époque, Shri Buddhadeb Bhattacharya.

### Affiliations
L'université de Burdwan a compétence sur les collèges du district de Birbhum, du district de Purba Bardhaman et du district de Hooghly, à l' exception de la subdivision Srirampore. Il existe actuellement 189 collèges affiliés (y compris les collèges diplômants, les collèges de BEd et les instituts professionnels privés) relevant de l'Université de Burdwan.
 

## Particularités

### Bibliothèques
L'université dispose d'une "Bibliothèque centrale" comprenant d'autres bibliothèques départementales.

### Planétarium Meghnad Saha
Le planétarium Meghnad Saha, créé en 1944, est le seul planétarium en Inde fonctionnant sous la direction d'une université. Ce planétarium organise différents spectacles sur les mystères de l'univers, la naissance des étoiles, le mouvement des planètes, les aspects de l'exploration lunaire et d'autres phénomènes astrophysiques utilisant les technologies modernes.

### Musée universitaire et galerie d'art
Le musée et la galerie d'art de l'université de Burdwan possèdent des collections de différentes antiquités et objets d'art datant de 1500 av. J.-C. au XIXe siècle apr. J.-C.. Le musée possède également des collections de sculptures en pierre, figures en bronze, monnaies anciennes, laiton et alliage, peinture de l'école indo-européenne, plaques en terre cuite, etc. On peut visiter le musée universitaire tous les jours (sauf jours fériés) pendant les heures de bureau (de 11 h à 16 h).

### Accréditation et classements
L'Université Burdwan s'est classée 85e parmi les universités selon le National Institutional Ranking Framework (en)(NIRF) en 2021.

## Professeurs
- Kuntala Lahiri-Dutt, géographe

- Gopa Samanta, géographe

## Voir également
- Liste des universités en Inde
- Liste des établissements d'enseignement au Bengale occidental (en)